# Статејра (супруга Дарија III)
Статејра је била сестра и супруга Дарија III, која је својевремено важила за једну од најлепших женâ. Пратила је свог супруга на походу све до битке код Иса, када је заједно са свекрвом Сисигамбом, двема кћеркама, Статејром и Дрипетидом и сином Охоом потпала под заробљеништво. Међутим, Александар се смиловао над њиховом судбином, задржавши им све оне привилегије које су раније уживале и односећи се према њима с дужним поштовањем и свесрдном љубазношћу. Преминула је уочи битке код Арбеле (331. п. н. е.) препустивши Сисигамби да се стара за децу. Александар јој је приредио величанствену сахрану и послао посебне изасланике Дарију да га обавести о њеном преминућу.